# Ana María Bentaberri
Ana María Bentaberri Alpuy (San José, Uruguay; 30 de marzo de 1966) es una política y contadora uruguaya.

## Biografía
Fue elegida la primera mujer intendenta de su departamento San José. Bentaberri cosechó el 33 048 votos en las Elecciones departamentales y municipales de Uruguay de 2020. Sus suplentes en lista fueron: Carlos Badano, Amalia Etcheverrigaray, Daniel Leyes y Carlos Guarino.

## Ámbito político
Durante el período que Juan Chiruchi fue Intendente desde 2000 al 2010 fue Auditora Interna del Gobierno Departamental de San José.  
En el período desde 2010 al 2020 fue la Secretaria General del Departamental de San José, acompañando al entonces Intendente José Luis Falero, Bentaberri dejó el cargo de Secretaria General el día 31 de julio de 2020 para dedicar a la campaña electoral.  